# Morskie Oko (staw w Warszawie)
Morskie Oko – staw znajdujący się w parku Morskie Oko w Warszawie, w dzielnicy Mokotów.
Program Ochrony Środowiska dla m. st. Warszawy na lata 2009–2012 z uwzględnieniem perspektywy do 2016 r. podaje, że staw położony jest na tarasie nadzalewowym, zasilany jest stale wodami podziemnymi, odpływ ma formę cieku, a jego powierzchnia wynosi 0,4358 ha. Głębokość wynosi 1–2 m. Według numerycznego modelu terenu udostępnionego przez Geoportal lustro wody znajduje się na wysokości 99,5 m n.p.m. Identyfikator MPHP stawu to 83337. Zbiornik wodny położony jest na obszarze zlewni Kanału Głównego „A”
Staw jest glinianką, pozostałością po eksploatacji iłów plioceńskich.